# Oxystomina elegans
Oxystomina elegans is een rondwormensoort uit de familie van de Oxystominidae. De wetenschappelijke naam van de soort is voor het eerst geldig gepubliceerd in 1971 door Platonova.